# Рудницкий, Михаил Львович
Михаил Львович Рудницкий (род. 26 февраля 1945, Москва) — российский литературовед и переводчик-германист.

## Биография
Отец — историк театра и театральный критик Константин Лазаревич Рудницкий, мать — инженер-конструктор Ольга Ивановна Полтавцева, работала в КБ А. Н. Туполева.
В 1968 году окончил филологический факультет МГУ. Работал во Всесоюзной библиотеке иностранной литературы.
В 1976 году защитил диссертацию за соискание учёной степени кандидата филологических наук по теме: «Лирика Райнера Марии Рильке 1890—1910 годов: К проблеме становления поэтического стиля».
Опубликовал ряд статей о творчестве немецких романтиков, Р. М. Рильке, Ф. Кафки, Р. Музиля, Ст. Цвейга, Ф. Верфеля, Г. Бёлля и др.
Член Союза писателей Москвы, гильдии «Мастера художественного перевода», редакционной коллегии журнала «Иностранная литература».

## Переводческая деятельность
В переводах Рудницкого опубликована проза и драматургия немецких, австрийских и швейцарских авторов — Э. Т. А. Гофмана, Ф. Кафки, Г. Гессе, Э Канетти, Й. Рота, Э. М. Ремарка, В. Беньямина, Б. Брехта, Г. Бёлля, Г. Грасса, Т. Бернхарда, П. Хандке, К. Вольф, А. Мушга и др. Переводил стихи Г. Гейне, Р. М. Рильке.

## Книги
- Перед лицом правды. Современная зарубежная литература. — М.: Знание, 1986.

## Статьи
- Свой голос. Портрет Марка Бернеса. — Искусство кино, 2011. — № 11. — C. 76—85.

## Признание
Лауреат премии журнала «Иностранная литература» Инолит (1996), премии имени В. А. Жуковского (2002), Немецкой переводческой премии (2014), премии «Мастер» (2014).